# Kyrkans SOS
Kyrkans SOS är en hjälporganisation som står nära Svenska kyrkan. Kyrkans SOS bedriver kris- och samtalsjour, som finns tillgänglig via telefon, digitala brev och chatt. Syftet med samtalsjouren är att lindra ensamhet och psykisk ohälsa, och att förebygga självmord.
Verksamheten drivs från Göteborg, men vänder sig till behövande i hela landet. Kyrkans SOS fungerar som ett komplement till Jourhavande präst, vars samtalstider fortsätter när Kyrkans SOS har stängt.
Samtalsjouren bemannas av volontärer, som är utvalda och utbildade för sitt uppdrag. Alla som ringer och skriver till Kyrkans SOS kan vara anonyma och volontärerna har tystnadsplikt. 2017 tog ca 80 volontärer emot drygt 20 000 samtal och 3000 digitala brev. 
Kyrkans SOS, som drivs i form av en stiftelse, startades i Göteborg 1971 under namnet Kyrkans jourtjänst. Från början var det tänkt som en förlängning av verksamheten Jourhavande präst. Fram till 2017 var Göteborgs kyrkliga samfällighet huvudman för stiftelsen. 2019 bytte man namn till Kyrkans SOS.
Liknande samtalsjourer finns i kyrkor i andra länder, bland annat i Norska kyrkan - Kirkens SOS, och i Evangelisk-lutherska kyrkan i Finland - Kyrkans samtalstjänst.